# Distretti congressuali del Wisconsin

Distretti congressuali del Wisconsin

Lo Stato del Wisconsin è diviso in 8 distretti congressuali, ognuno rappresentato da un delegato alla Camera dei rappresentanti degli Stati Uniti.
I distretti sono attualmente rappresentati al 119º Congresso degli Stati Uniti d'America da 6 repubblicani e da 2 democratici.

## Distretti e rispettivi rappresentanti
| Distretto | Rappresentante      | Partito      | CPVI | In carica dal    | Mappa del distretto |
| --------- | ------------------- | ------------ | ---- | ---------------- | ------------------- |
| 1°        | Bryan Steil         | Repubblicano | R+2  | 3 gennaio 2019   |                     |
| 2°        | Mark Pocan          | Democratico  | D+21 | 3 gennaio 2013   |                     |
| 3°        | Derrick Van Orden   | Repubblicano | R+3  | 3 gennaio 2023   |                     |
| 4°        | Gwen Moore          | Democratico  | D+26 | 3 gennaio 2005   |                     |
| 5°        | Scott L. Fitzgerald | Repubblicano | R+11 | 3 gennaio 2021   |                     |
| 6°        | Glenn Grothman      | Repubblicano | R+8  | 3 gennaio 2015   |                     |
| 7°        | Tom Tiffany         | Repubblicano | R+11 | 19 maggio 2020   |                     |
| 8°        | Tony Wied           | Repubblicano | R+8  | 12 novembre 2024 |                     |

## Cronologia delle configurazioni
Le tabelle riportano le mappe dei confini dei distretti congressuali dello stato del Wisconsin, presentati in maniera cronologica. Vengono mostrati tutti i cicli di modifica periodica dei distretti dal 1973 ad oggi.
| Anno      | Cartina dello stato |
| --------- | ------------------- |
| 1973–1982 |                     |
| 1983–1992 |                     |
| 1993–2002 |                     |
| 2003–2013 |                     |
| 2013–2023 |                     |
| Dal 2023  |                     |

## Distretti obsoleti
- Distretto congressuale at-large del Territorio del Wisconsin
- 9º Distretto congressuale del Wisconsin
- 10º Distretto congressuale del Wisconsin
- 11º Distretto congressuale del Wisconsin